# Шапел Сент Андре
Шапел Сент Андре (фр. Chapelle-Saint-André) насеље је и општина у источном делу централне Француске у региону Бургоња, у департману Нијевр која припада префектури Кламси.
По подацима из 2011. године у општини је живело 335 становника, а густина насељености је износила 12,34 становника/km². Општина се простире на површини од 27,15 km². Налази се на средњој надморској висини од 250 метара (максималној 310 m, а минималној 195 m).

## Демографија
| 1962. | 1968. | 1975. | 1982. | 1990. | 1999. | 2011. |
| ----- | ----- | ----- | ----- | ----- | ----- | ----- |
| 478   | 530   | 435   | 386   | 371   | 329   | 335   |

График промене броја становника у току последњих година